# Марі Жозе Нат
Марі Жозе́ Бенхаласса́ (фр. Marie-Josée Benhalassa, більш відома як Марі Жозе Нат, фр. Marie-Josée Nat; 22 квітня 1940, Боніфачо, Корсика, Франція — 10 жовтня 2019, Париж, Франція) — французька акторка театру, кіно і телебачення.

## Біографія
Грати почала ще у шкільних спектаклях. 1955 року перемогла в конкурсі фотомоделей, після чого почала зніматися для журналів і працювала моделлю. Закінчила Паризьку консерваторію (майстерня Рене Симона). У кіно з 1956 року («Злочин і кара»). З 1958 року в театрі та на ТБ.
У 1960—1961 роках була одружена з актором Роже Дюма, у 1964—1981 роках з режисером Мішелем Драшем, в останньому шлюбі — з іранським співаком Сержем Резвані, відомим під псевдонімами Борис (Сайрус).

## Вибрана фільмографія

### Актриса
- 1956 — Злочин і кара / Crime et Châtiment
- 1956 — Клуб жінок / Club de femmes
- 1957 — Дай мені шанс / Donnez-moi ma chance — Розіна
- 1957 — Щасливі арени / Arènes joyeuses — Віолетта
- 1959 — / La nuit de Tom Brown — Бет (ТВ)
- 1959 — Що будемо декларувати? / Vous n'avez rien à déclarer? — Ліза
- 1959 — / Secret professionnel — Ельвіра
- 1959 — Вулиця Прері / Rue des Prairies — Одетта Неве
- 1960 — Француженка та кохання / La française et l'amour — Лін, наречена
- 1960 — Істина / La vérité — Анні Марке
- 1960 — Хай живе герцог! / Vive le duc! — Сесіль
- 1961 — Загроза / La menace — Жозефа
- 1961 — Весілля Фігаро / Le mariage de Figaro — Керубіна (ТВ)
- 1961 — Амелі, або Час любити / Amélie ou le temps d'aimer — Амелі
- 1962 — Сімь смертних гріхів / Les sept péchés capitaux — молода жінка
- 1962 — Виховання почуттів / Education sentimentale — Анн Арну
- 1963 — / Un coup dans l'aile — Ніколь (ТВ)
- 1964 — Франсуаза або подружнє життя / Françoise ou La vie conjugale — Франсуаза Дюбрей
- 1964 — Жан Марк або подружнє життя / Jean-Marc ou La vie conjugale — Франсуаза
- 1965 — Сприятливий випадок / La bonne occase — Беатріс
- 1965 — Щоденник жінки в білому / Journal d'une femme en blanc — Клод Соваж
- 1966 — Сафари діамантів / Safari diamants — Електра
- 1966 — Дакі / Dacii — Меда, ддонька Децебала
- 1969 — Парія / Le paria — Люсі
- 1970 — Еліза, або справжнє життя / Élise ou la vraie vie — Еліза
- 1971 — Опіум і палиця / L'opium et le baton — Фарруджа
- 1972 — Посольство / Embassy — Лора
- 1973 — Скрипки бала / Les violons du bal — Елль
- 1973 — / Kruiswegstraat 6 — Франсуаза Вербрюж
- 1974 — Скажи, що любиш мене / Dis-moi que tu m'aimes — Шарлотта Ле Ройєр
- 1974 — Говори мені про любов / Parlez moi d'amour
- 1975 — / Les Rosenberg ne doivent pas mourir — Етель Розенберґ (ТВ)
- 1977 — Минулий час / Le passé simple — Сесіль
- 1981 — Непокірність / La disubbidienza — сіньора Манци — мати Луки
- 1981 — Анна (Мать і донька) / Anna — Анна
- 1982 — Літан / Litan — Нора
- 1982 — / Fausses notes — Маріон Торе (ТВ)
- 1988 — / Le clan — Люсі Манот (міні-серіал)
- 1989 — 1994 — Загальні відомості / Renseignements généraux — Ізабель Новель (серіал)
- 1990 — Смерть вміє говорити / La mort a dit peut-être — Маріанна (ТВ)
- 1991 — Ріо Негро / Río Negro — мадам Жінет
- 1993 — Пуп землі / Le nombril du monde — Умі
- 1996 — Земля індіго / Terre indigo — Матільда (міні-серіал)
- 1997 — Ніч долі / La nuit du destin — мадам Слімані
- 1998 — / Deux mamans pour Noël — Марі (ТВ)
- 1998 — Поїзд життя / Train de vie — Сура
- 2000 — / La caracole — Жанна (ТВ)
- 2003 — В мої сім років / L'année de mes sept ans — Аліса (ТВ)
- 2004 — Любимі безмертні / Ceux qui aiment ne meurent jamais — Ева (ТВ)
- 2004 — Подарурок Єлени / Le cadeau d'Elena — Єлена
- 2006 — Російський дядько / L'oncle de Russie — Женев'їв Ферран (ТВ)
- 2015 — Рани острова / Les blessures de l'île — Жанна Гурвеннек (ТВ)

## Нагороди
- 1970 — «Кришталева зірка» як найкраща акторка ("Еліза, або справжнє життя ")
- 1974 — Срібна премія за найкращу жіночу роль 27-го Каннського кінофестивалю («Скрипки балу»)
- 1978 — Кінофестивалю в Карлових Варах за кращу жіночу роль («Минулий час»)
- 2001 — Кінофестивалю в Карлових Варах за творчість